# 闫平
闫平（1956年—），女，山东济南人，中国画家，现任中国人民大学教授，中国美术家协会副主席。